# P. D. Q. バッハ

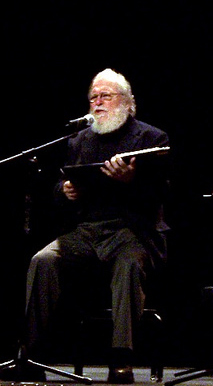
ピーター・シックリー

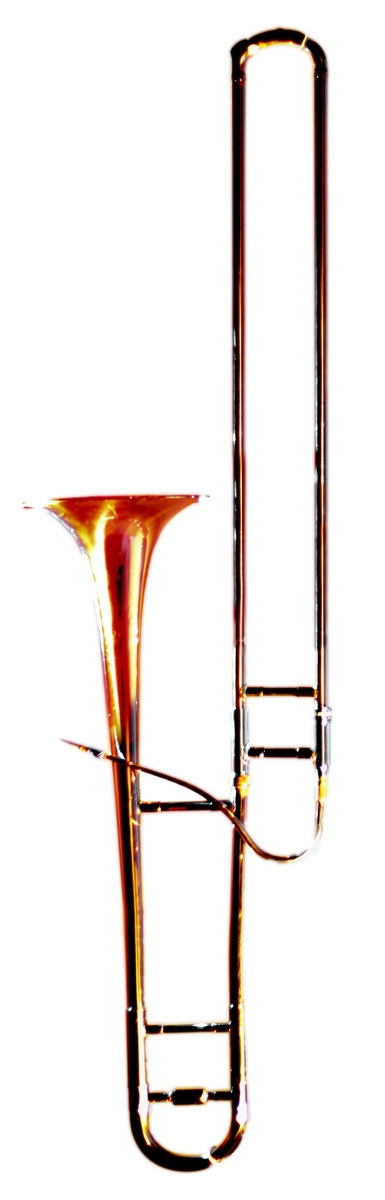
トロンブーン

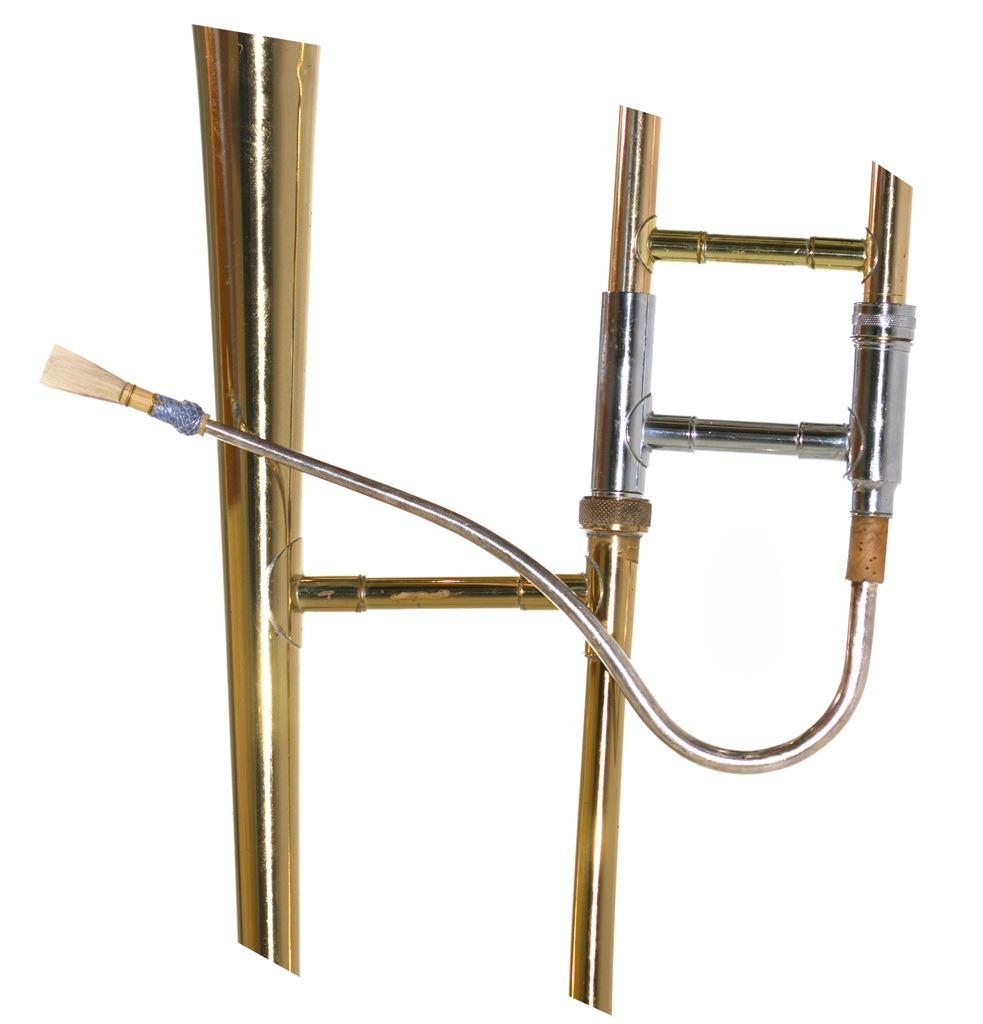
ファゴットのリードとボーカルが取り付けられている

P. D. Q. バッハ（P. D. Q. Bach、1742年4月1日 - 1807年5月5日 後述）は、ピーター・シックリー「教授」（Johann Peter Schickele、「シッケレ」とも表記される）が、自ら作曲した「冗談音楽」を発表する際に用いた偽名（ペンネーム）である。その音楽はJ.S.バッハの作品研究を背景にしており、音楽学、バロック音楽やクラシック音楽、そしてドタバタ喜劇の渾然一体となったものであり、ヴァンガード（Vanguard）やテラーク（Telarc）といったレーベルで20枚ほどのCDをリリースしている。
2007年のアルバム"P. D. Q. Bach and Peter Schickele: The Jekyll and Hyde Tour"では、P.D.Q.バッハと自身の作品を並べて収録しているが、本作がアルバムとしては最終作となり、シックリーは2015年以降活動を縮小、2024年1月16日に88歳で死去した。

## 生涯
1976年に出版されたピーター・シックリーの著した伝記によれば、P. D. Q. バッハは以下のような生涯を送ったとされている。
1742年4月1日に、ライプツィヒでヨハン・ゼバスティアン・バッハとアンナ・マグダレナの間に生まれた。J.S.バッハの21番目の息子であった。
両親はこの子に正式な名を付けることをせず、ただP. D. Q. と名付けた。このP. D. Q. とは、英語で"Pretty damn quick"（大至急）を意味する。父親のヨハン・ゼバスティアンは彼に音楽的訓練を施さなかった。父の死後、P. D. Q. バッハに遺された遺品はカズーだけであった。
1755年に、P. D. Q. バッハはミュージックソーの発明者ルートヴィヒ・ツァーンシュトッヒャーに師事した。1756年、レオポルト・モーツァルトに会い、彼の子ヴォルフガング・アマデウスにビリヤードの遊び方を教えるよう助言した。その後、P. D. Q. バッハはサンクトペテルブルクへ行き、遠縁に当たるレオンハルト・ジギスムント・レオンハルト・バッハのもとに身を寄せ、その娘のベティー・スーとの間に子をもうけた。
ついに1770年に楽曲を書くようになるが、それらはほとんど全て、他の作曲家のメロディを盗用したものであった。
1807年5月5日、バーデン・バーデン・バーデンにて死去したが、彼の墓には「1807-1742」と書かれている。生年と没年が本来の表記と逆である。CDのジャケット等の生没年も「P. D. Q. Bach（1807–1742?）」と記述される。
多くのコンサートの前口上（プレトーク）において、ピーター・シックリーは、P. D. Q. バッハの生涯についてその他の情報を示している。それによれば、ベートーヴェンの耳が聴こえなくなった主な原因はP. D. Q. バッハであった。それは、P. D. Q. バッハが来訪すると見るや、ベートーヴェンは耳の中にコーヒーのかすを詰め込む習慣を持っていたからだ、という。
1954年、ピーター・シックリーがバイエルン州の古城で自筆譜を発見し、ここから埋もれていた作曲家P. D. Q. バッハが広められることになった。

## 音楽作品
ピーター・シックリー「教授」は、P. D. Q. バッハについて、「ヨハン・クリスティアン・バッハの独自性、カール・フィリップ・エマヌエル・バッハの尊大さ、ヨハン・クリストフ・フリードリヒ・バッハの無名さを兼ね備えている」と述べている。そして最も顕著な特徴は「躁病的盗作」であると述べている。これは、P. D. Q. バッハがオリジナルの作品をほとんど作っておらず、他の作曲家の作品を盗用し、主に滑稽な形で編曲していることによる。オーケストラ編成で奏される楽曲においても、通常オーケストラで用いられないトロンブーン（後述）、スライドホイッスル、ハードアート、ラッソ・ダモーレ、カズーといった楽器を用いる傾向があり、さらには風船や自転車といった、楽器ではないようなものまで楽器として扱っている。また、ブルックリンのイフィゲニアにおいて、ホルンを組み立て途中のままの段階で吹奏させるといった、伝統的楽器に対する尋常ではない奏法も要求している。声楽パートに対しても、歌う以外に、咳きこんだり、いびきをかいたり、めそめそしたり、笑ったり、叫んだりすることが求められている。大序曲『1712年』においては、曲の後半（9分30秒付近）で管楽器パートが一斉に「ブレス」（息継ぎを更に声付きで誇張）をする、といった手法まで登場する。
バロックや古典派の音楽に対する揶揄以外にも、P. D. Q. バッハはロマン派や近代の作曲に対しても揶揄しており、時にはカントリー・ミュージック（エディプス・テックス）やラップ（クラシックのラップ）に及ぶこともある。フリッツの上のアインシュタインへの序曲においては、ミニマル音楽の語法で曲が進行する間、1人の男性にいびきをかくように指示している。
ピーター・シックリーは、P. D. Q. バッハの作曲様式を3期に分けて分析している。それぞれ、初期飛び込み期（Initial Plunge）、ずぶ濡れ期（Soused Period）、後悔期（Contrition）である。

### 初期飛び込み期
- ピアノ独奏のためのトラウマライ[注釈 2]
- 敵対する2つの楽器グループのためのエコー・ソナタ
- 潜水夫のフルートと2本のトランペットと弦楽器のための大協奏曲

### ずぶ濡れ期
- ホルンとハードアートのための協奏曲
- 協奏交響曲
- 倒錯曲（ペルヴェルティメント）
- セレヌード
- ピアノとオーケストラの対決協奏曲
- エロティカ変奏曲
- 不自然な一幕物オペラ『ヘンゼルとグレーテルとテッドとアリス』
- グラウンド一周の芸術
- バスーンとオーケストラの対決協奏曲
- ぞっとするほどの数の管楽器と打楽器のための大セレナーデ

### 後悔期
- カンタータ『ブルックリンのイフィゲニア』
- オラトリオ『味付け（Seasoning）[注釈 3]』
- 考えいろいろエアもいろいろ（Diverse Ayres on Sundrie Notions）
- 最大フーガ
- 単なる風邪のためのファンファーレ
- 犬のようなカンタータ『見張っとけ』

### その他
また、教会からの破門状とともに発見された爆笑ミサ曲（Missa Hilarios,  S. N2O）や、J.S.バッハのお忍び新大陸紀行を題材とした大序曲『1712年』などの作品も発見されている。
これらの作品には、シックリー作品番号S. が付されているが、作曲年代の順番にという訳ではなく、作品に見合った番号を付ける習慣がある、とされる。例を挙げると、『爆笑ミサ曲』の作品番号（S. N2O）は、「笑気ガス」の化学式となっている、といったものである。

### 使用楽器
トロンブーン（英語: Tromboon）は、ダブルリードの木管楽器の一種である。木管楽器であるファゴット（バスーン）のリードおよびボーカルを、金管楽器であるトロンボーンに取り付けたものである。名前の由来は、「trombone」（トロンボーン） + 「bassoon」（バスーン）である。コミカルな音がする。